# 164th Airlift Wing

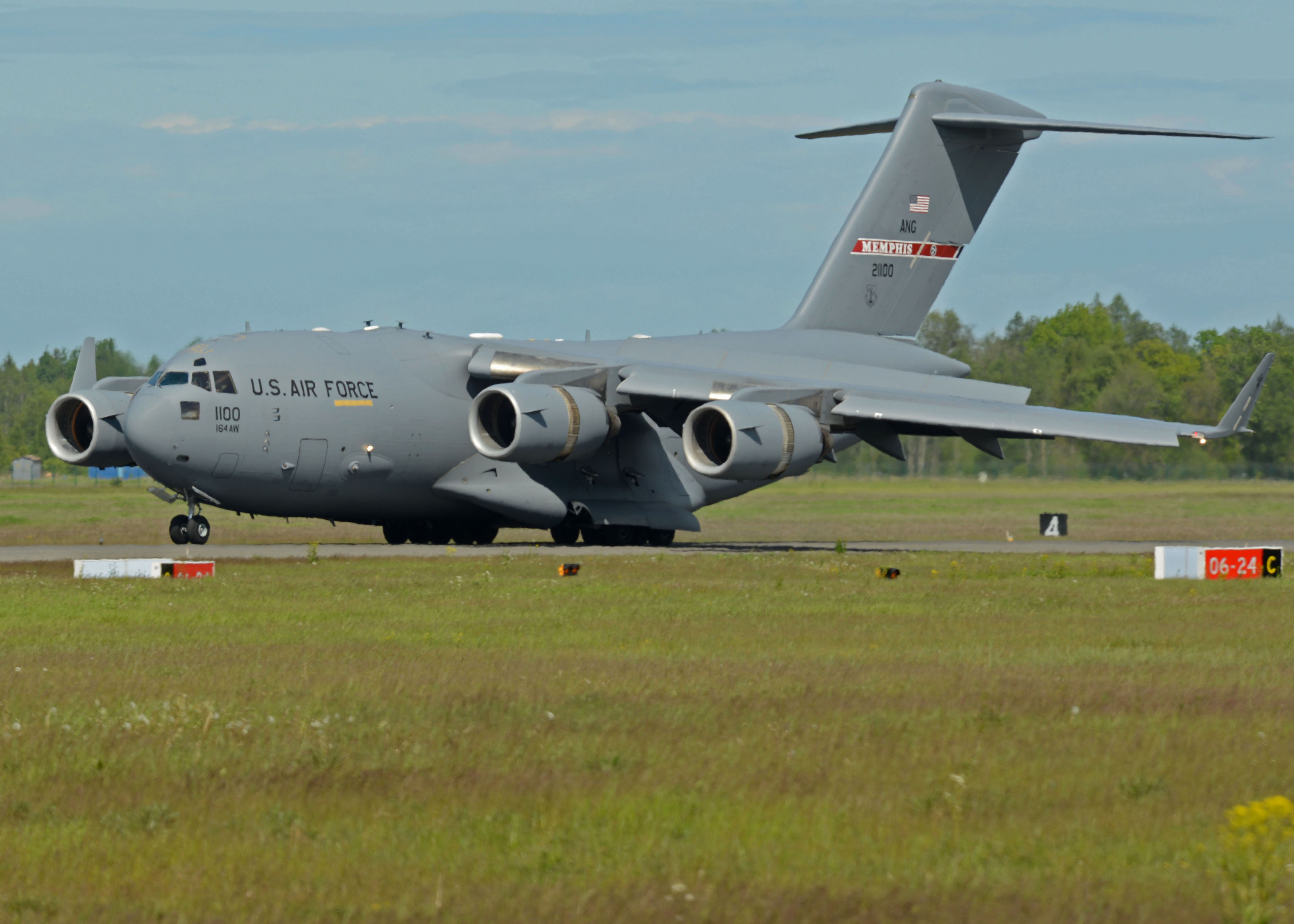
C-17A dello Stormo

Il 164th Airlift Wing è uno Stormo da trasporto della Tennessee Air National Guard. Riporta direttamente all'Air Mobility Command quando attivato per il servizio federale. Il suo quartier generale è situato presso la Memphis Air National Guard Base, Tennessee.

## Organizzazione
Attualmente, al settembre 2017, esso controlla:
- 164th Operations Group, striscia di coda rossa con scritta MEMPHIS bianca e simbolo del Tennessee
  - 164th Operations Support Squadron
  -  155th Airlift Squadron - Equipaggiato con C-17A
- 164th Maintenance Group
- 164th Mission Support Group
- 164th Medical Group